# 음식

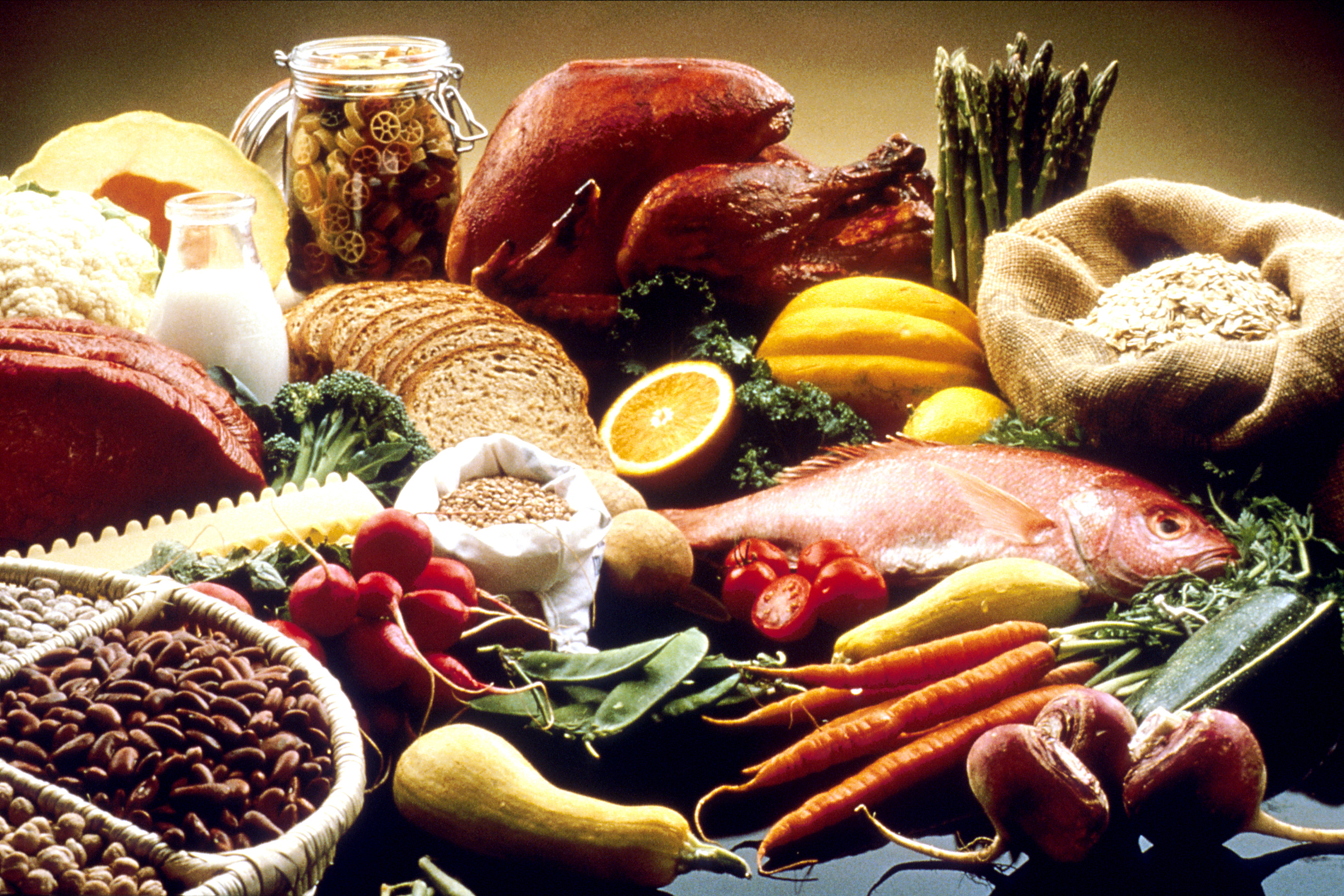
다양한 음식들의 모습.

음식(飮食, 영어: food) 또는 먹을거리는 식품과 음료를 총칭하는 것으로, 식품을 조리하거나 가공해 먹을 수 있는 상태로 만든 것이다. 식품은 사람이 음식으로 먹을 수 있는 무해한 모든 물품이며, 영양소를 한 가지 이상 포함하고 있는 천연물 또는 인공적으로 가공한 것이다. 음식은 주로 탄수화물, 단백질, 지방, 무기질 등의 영양소와 물이 포함되어 있으며, 동물이나 인간이 음식을 먹거나 마시는 목적은 영양소와 만족감을 얻는 것이다. 음식은 보통 식물과 동물, 또는 버섯과 같은 균류나 알코올과 같이 발효된 물질로 만들 수 있다. 과거의 인간은 음식을 사냥과 채집만으로 얻었으나, 오늘날 대부분의 문명 사회에서는 사냥, 채집과 함께 주로 농경, 목축, 양식 등으로 음식을 얻는다. 일부 지역에서는 다른 방법도 사용되나 일반적인 것은 아니다.
대부분의 문화에서는 요리 전통이나 선호, 관습에 따른 요리를 찾아볼 수 있고 이러한 것들을 연구하는 것을 요리학이라고 한다. 다양한 문화만큼 조리법과 조리 도구, 선호하는 식품 따위도 분화되었으며, 음식을 단순히 소비만 하는 것이 아니라 복합적으로 거래하면서 문화권의 경제적인 이득을 도모하는 경우도 있다.
인간이 잡식성 동물임에도, 문화 내에서는 그 문화의 종교나 사회적 관념이 어떤 식품이나 음식을 섭취하는 것을 제한하거나 권장하기도 한다. 음식은 식품 자체의 독이나 조리 과정, 보관 상에서 일어나는 세균 감염 때문에 식중독 따위의 문제를 일으킬 수도 있다. 때문에 음식을 조리할 때는 맛도 중요하지만 위생과 안전에도 신경써야 할 필요가 있다.

## 식품의 분류
대부분의 음식은 일부를 제외하고는 모두 식물이나 동물에서 얻을 수 있다. 버섯과 같은 다양한 식용 균류에서도 음식을 얻을 수 있다. 균류와 박테리아는 빵, 알코올 음료, 김치, 치즈, 피클, 요구르트와 같은 발효 식품이나 절임 식품을 만드는 데 이용된다. 여러 문화권에서는 해초나 원생 생물, 스피룰리나 같은 남조류를 먹기도 한다. 더불어 소금은 음식의 맛을 조절하거나 보존 역할을 하고, 베이킹 소다는 음식을 준비하는 재료로 쓰인다. 이들은 물처럼 무생물인 물질로, 인간의 식생활에 필수적인 요소이다.

### 식물성 식품

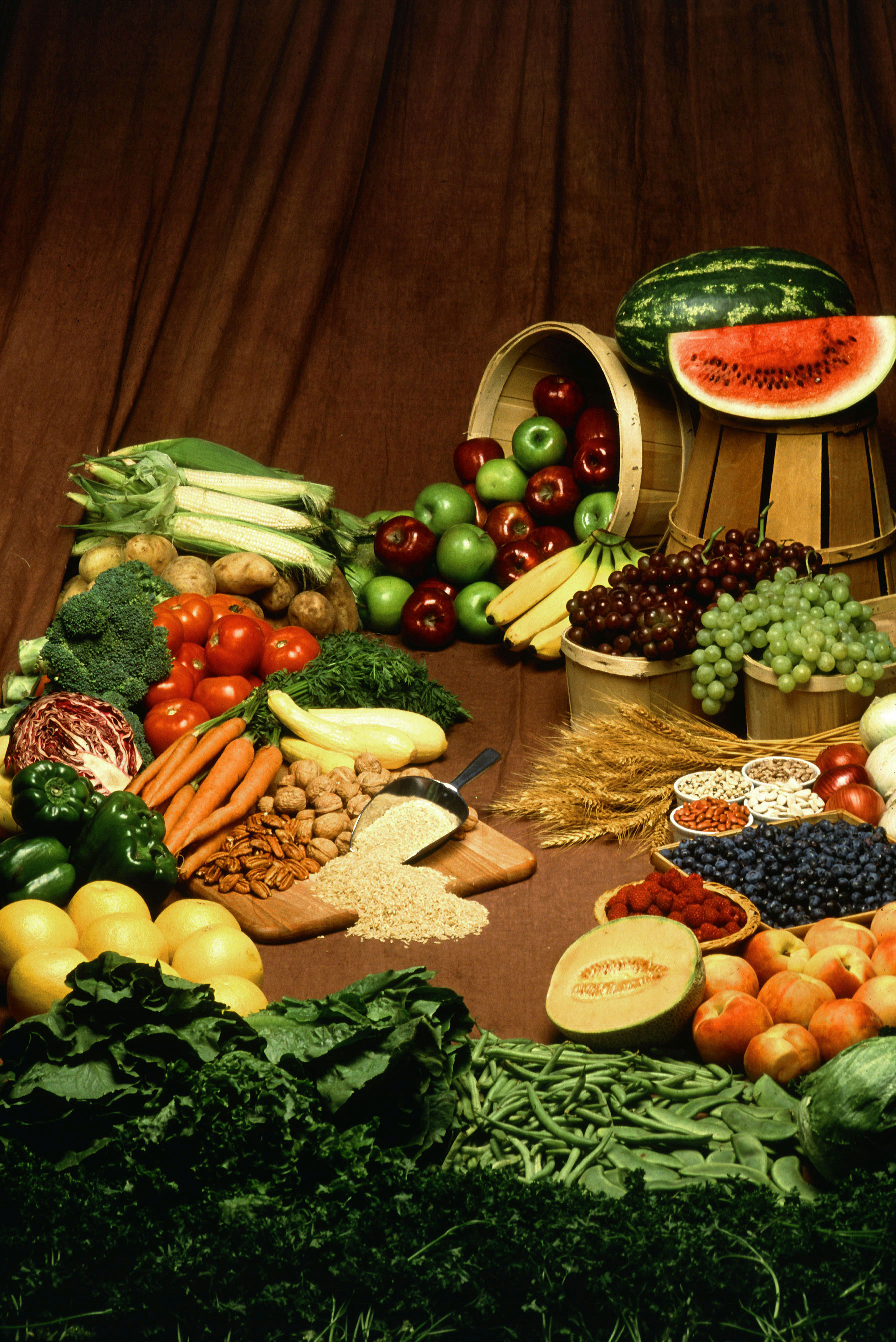
식물성 식품

식물에서 유래하는 식품의 총칭이다. 한 식물의 전체나 그 일부분은 식용으로 쓰인다. 인간은 개량된 품종을 포함해 약 2000여 종의 식물을 식용으로 재배하고 있다.
그 중에서도 씨앗은 식물이 자라기 위한 영양소가 풍부하게 들어있기 때문에 인간은 물론 동물에게도 중요한 먹거리이다. 씨앗에 기초한 음식은 인류의 식문화에서 중요한 부분을 차지한다. 식용 씨앗에는 곡류 (옥수수, 밀, 쌀), 콩류 (콩, 완두, 편두), 견과류 등이 있다. 해바라기, 평지씨 (카놀라유), 참깨와 같은 지방 종자는 압축하여 영양이 풍부한 식용 기름을 만드는 데 쓰인다. 씨로 만든 음식의 기원은 오래되었는데, 병아리콩으로 만든 음식인 훔무스는 고대 이집트 시대까지 거슬러 올라갔다.
과일은 먹을 수 있는 식물의 열매로써, 일반적으로 그 안에 씨를 가진 것을 말한다. 식물이 만들어내는 과일은 동물이 음식으로 먹도록 진화되어 왔으며, 동물이 이것을 먹고 배설하여 씨앗을 퍼뜨리게 하는 역할을 한다. 과일은 대개 달고 영양분이 풍부하기 때문에 인류의 먹거리 문화에 중요한 역할을 한다. 대표적인 과일에는 감, 오렌지, 사과 등이 있으며, 바나나와 같이 열대나 아열대가 원산인 과일을 열대 과일이라고 한다. 그리고 밤, 호두, 잣과 같이 딱딱한 과일을 견과류라고 한다. 식물의 열매인 토마토, 호박, 가지는 과일이 아닌 열매 채소로 간주하여 먹는다.
채소(야채, 문화어: 남새)는 주로 밭에 가꾸어서 잎, 가지, 뿌리 등을 먹는 초본 식물을 일컫는 말이다. 채소에는 뿌리채소 (감자, 당근), 잎채소 (상추, 시금치), 줄기채소 (샐러리, 아스파라거스), 꽃채소 (아티초크, 브로콜리), 열매채소(수박, 딸기) 등이 있다. 풀과 향신료도 풍미 있는 야채로 쓰인다.

### 동물성 식품

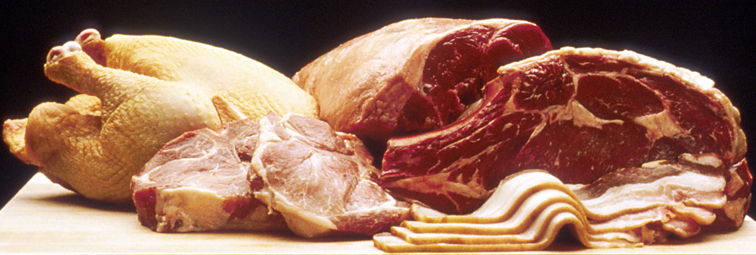
다양한 육류 식품

동물성 식품은 동물에서 직접적, 또는 간접적으로 얻을 수 있는 음식이다. 육류는 가축이나 가금의 동물에서 직접적으로 얻는 고기를 말하며, 고기는 근육 기관이나 내장 기관에서 얻는다. 육류에는 쇠고기, 돼지고기, 닭고기 등이 있다. 민물고기나 바닷물고기에서 얻는 고기는 어육이라고 하며, 정어리, 고등어, 명태 등이 있다. 간접적으로 얻는 식품에는 우유, 달걀, 꿀을 들 수 있다. 포유류 동물에게서 얻을 수 있는 우유는 마시거나 치즈나 버터로 가공하여 먹는다. 조류나 다른 동물이 낳는 알도 영양이 풍부하여 음식으로 먹을 수 있으며, 벌이 만드는 꿀은 감미료로 주로 쓰인다. 일부 문화권에서는 동물의 피를 먹기도 하는데, 순대나 해장국, 보존을 위해 소금으로 간을 하는 소시지의 재료로 쓰이는 선지가 그 예이며, 시베처럼 스튜에 피를 쓰는 음식도 있다. 식물성 식품보다 각 영양성분의 이용성이 높다.

## 생산

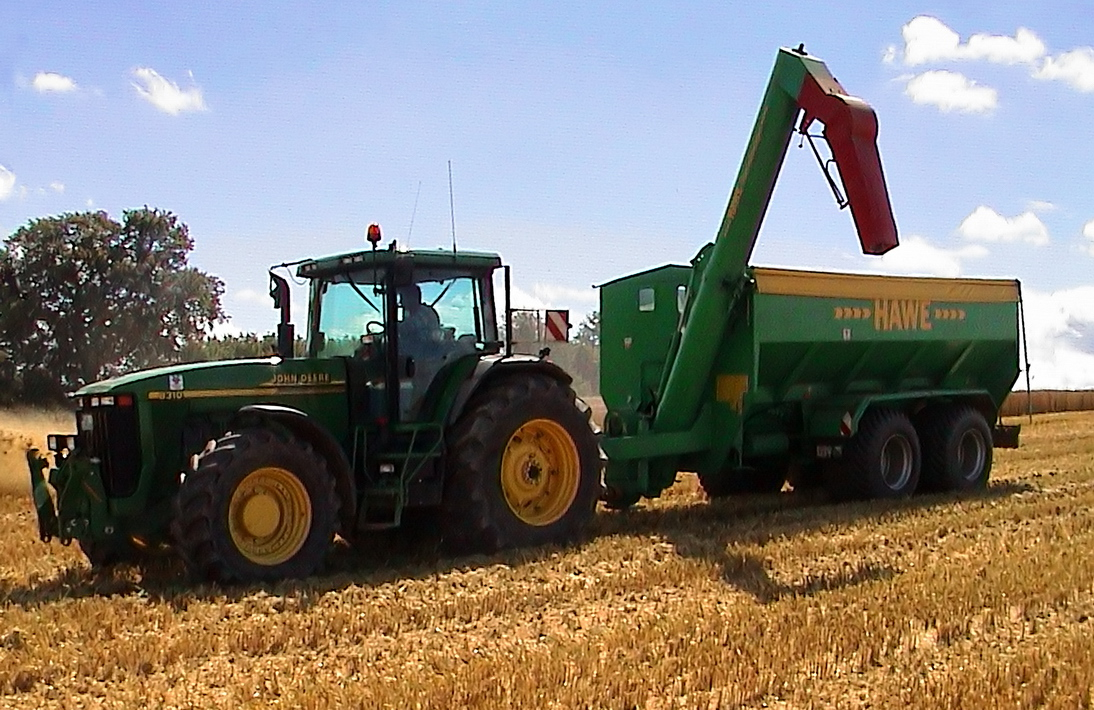
곡물을 관리하는 트랙터

음식은 전통적으로 수렵과 채집을 비롯하여 농업이나 목축업, 어업을 통해서 얻어졌으며, 지역마다 이외의 여러 수단이 사용되기도 한다. 최근에 와서는 지속 가능한 농업의 시도가 새로운 추세로 나타나고 있다. 소비자의 요구에 의해 식품이 생산되는 이러한 방식은 종의 다양성을 보존하고, 지역 경제 자립과 유기농업 방식을 활성화시킬 수 있다. 식품에 대한 주된 영향력은 국제 기구 (WTO, 공통농업정책), 국가 정부의 정책과 전쟁을 통해 행사된다고 할 수 있다.

## 가공
몇 가지 음식은 날로도 먹을 수 있지만, 대부분의 음식은 안전이나 맛, 입에 맞게 하기 위해서 가공 과정을 거친다. 가장 간단한 형태의 가공은 씻기, 썰기, 다듬기, 다른 음식이나 향신료 같은 재료를 더하는 것이다. 여기에 추가적으로 섞기, 가열이나 냉각, 압력 요리, 발효, 다른 음식과 배열하는 것이 필요할 수도 있다. 일반 가정에서는 대부분의 음식들을 부엌이라는 장소에서 만든다. 음식을 가공하는 데에는 맛이나 미적 요소를 강화시키는 데나 음식을 오랫동안 보존하는 데 목적을 두는 경우도 있으며, 각 문화권의 정체성에 맞는 식습관을 위해서인 경우도 있다. 식사는 특별한 시간과 장소에 먹을 수 있도록 준비된 음식들을 말한다.

### 도축

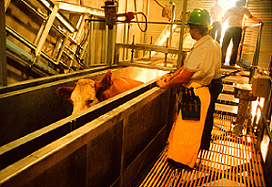
도축장의 작업자와 가축

동물이 재료로 쓰이는 육류 식품의 가공은 보통 도축-내장 적출-매달기-나누기-정제라는 과정을 거친다. 선진국에서는 이 과정이 주로 일반 가정이 아닌, 동물을 육류 제품으로 만드는 과정을 수행하는 도축장에서 이루어진다. 많은 국가에서는 도축장을 법으로 규제하고 있다. 예를 들어 미국은 1958년에 동물을 죽이기 전에는 항상 기절시켜야 한다는 자비로운 도살법을 제정하였다. 여러 나라에서 이와 같은 법을 제정하고 있지만, 일부 문화권에서는 종교법에 따라서 도축자들에게 자비로운 도살법이 면제되기도 한다. 유대인 율법에 따른 도축, 이슬람 율법에 따른 식용육이 대표적이다. 엄격한 유대교의 음식 계율에서는 가축이 살아있는 동안에 경동맥을 절단하여 피를 빼도록 하고 있다.
지역 단위의 정육점에서는 일반적으로 도축이 끝난 큰 동물 고기를 먹기에 알맞게 작게 잘라서 판매를 위해 미리 포장해두거나 주문을 받고 종이로 싸서 준다. 생선 가게에서는 생선과 해산물에 소금을 뿌리거나 다듬어서 가공하기도 한다. 생선의 가공은 어선에서 바로 이루어지기도 하며, 보존을 위해 급속 냉동을 한다.

### 요리

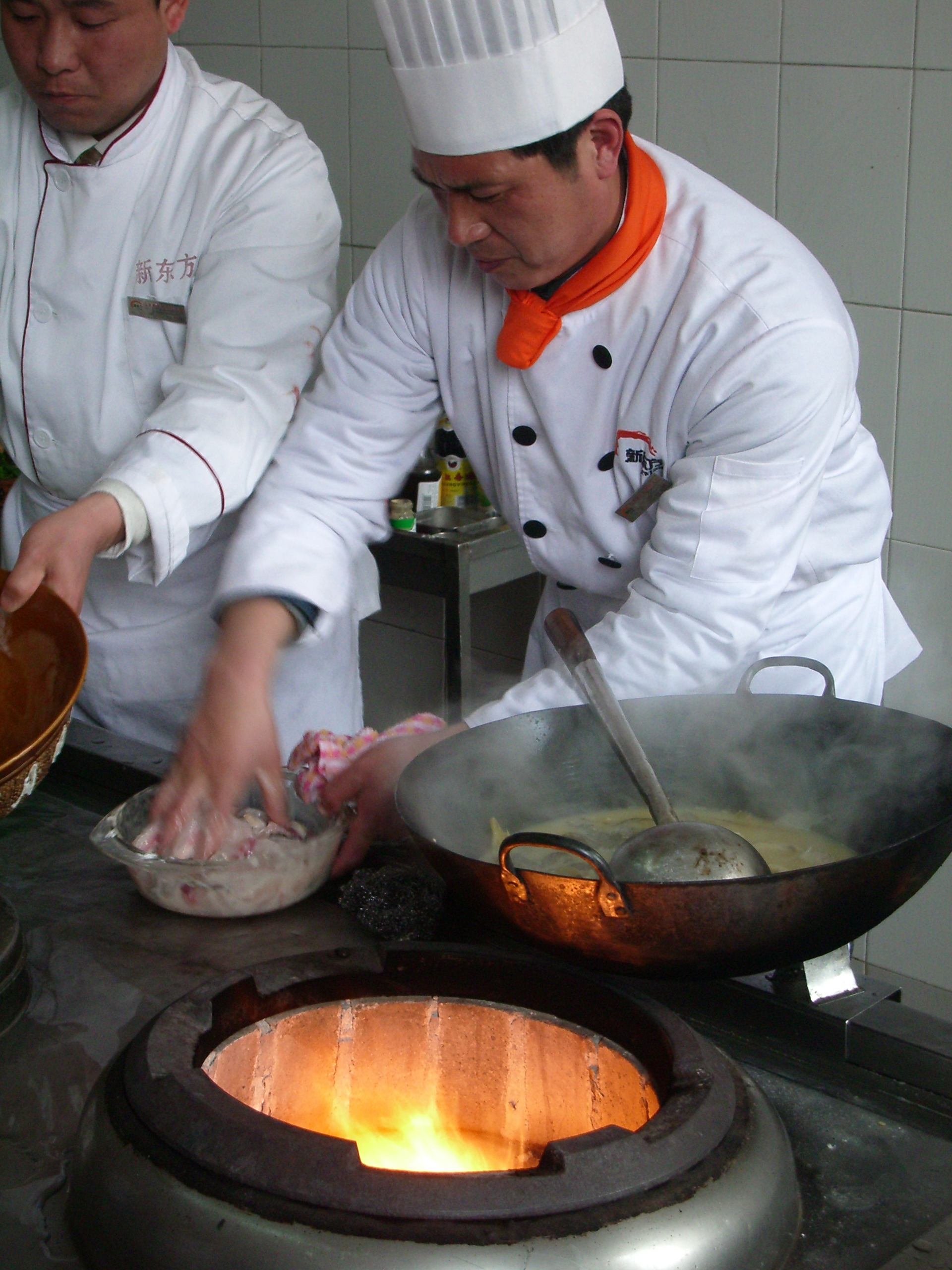
중국에서 확 냄비로 요리를 하는 모습

"요리"라는 용어는 광범위한 방법과 도구, 그리고 재료의 결합을 통해서 음식의 맛이나 소화력을 향상시키는 것을 말한다. 요리 기술은 재료를 선택하고 정확하게 측정한 다음 정해진 과정을 통해서 조합해야 하는 능력이며, 이것으로 만족하는 결과를 성취하는 효과를 얻을 수 있다. 성공적인 요리를 판가름 하는 것은 신선한 재료, 요리 환경, 조리 도구, 개개의 요리 실력이다. 전 세계의 다양한 요리 문화는 각 문화권의 영양 요소, 심미적 요소, 농업, 경제, 문화적 사상과 종교적 사상의 다양성이 반영된 결과이다.
요리는 항상은 아니지만 대개 불을 이용한 가열이 필요하며, 이로써 화학적 변화를 일으켜 맛, 질감, 외형, 영양 성분을 바꾼다. 불을 이용하는 요리 방법에는 삶기, 데치기, 튀기기, 굽기가 있다. 용기에 끓인 물을 넣고 조리하는 ‘삶기’는 도기가 도입된 기원전 1만년부터 시도된 것으로 알려져 있는 요리 방법이다. 굽기는 삶기보다 훨씬 앞선 420,000년 전에 호모 에렉투스가 사용했다는 고고학적 증거가 발견되었다.

#### 요리 도구와 방법
요리에는 다양한 종류의 도구가 쓰인다. 오븐은 빵 등을 굽는 요리 도구 중 하나로 건열을 이용한다. 요리 방법이 다르면 사용하는 오븐의 종류도 다르다. 인도 문화에서 사용하는 탄두르 오븐은 점토로 만든 원통형의 화덕으로 바닥에 숯불을 깔아서 일정하게 높은 온도로 가열하는 방식을 사용한다. 서양권 부엌에서는 온도가 일정하지 않은 대류식 오븐, 재래식 오븐, 토스터 오븐을 사용하며, 전자 레인지와 같이 복사열을 이용하지 않는 오븐도 있다. 오븐의 연료는 나무, 석탄, 가스, 전기, 석유 등이 있다.

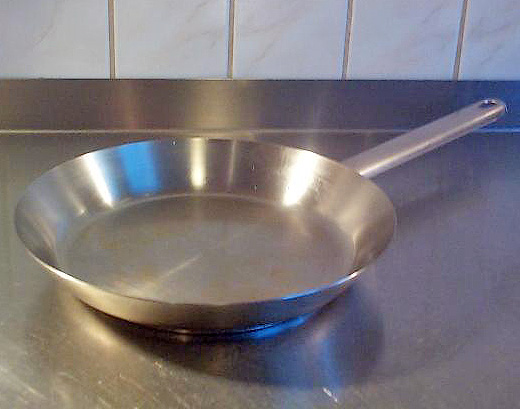
스테인레스 스틸 프라이팬

쿡탑 또한 오븐처럼 음식을 굽는 도구로, 다양한 종류가 있다. 쿡탑은 열이 나는 바닥 위로 용기를 올려 가열하는 방식인데, 이러한 방식에 사용되는 용기로는 소테 팬, 냄비, 프라이팬, 압력솥 등이 있다. 이 용기들을 이용해서 습열이나 건열 조리를 할 수 있는데, 습열을 이용한 요리 방법으로는 증기 찌기, 은근히 끓이기, 일반 끓이기, 데치기가 있으며, 건열을 이용한 요리 방법에는 소테, 볶기, 튀기기가 있다.

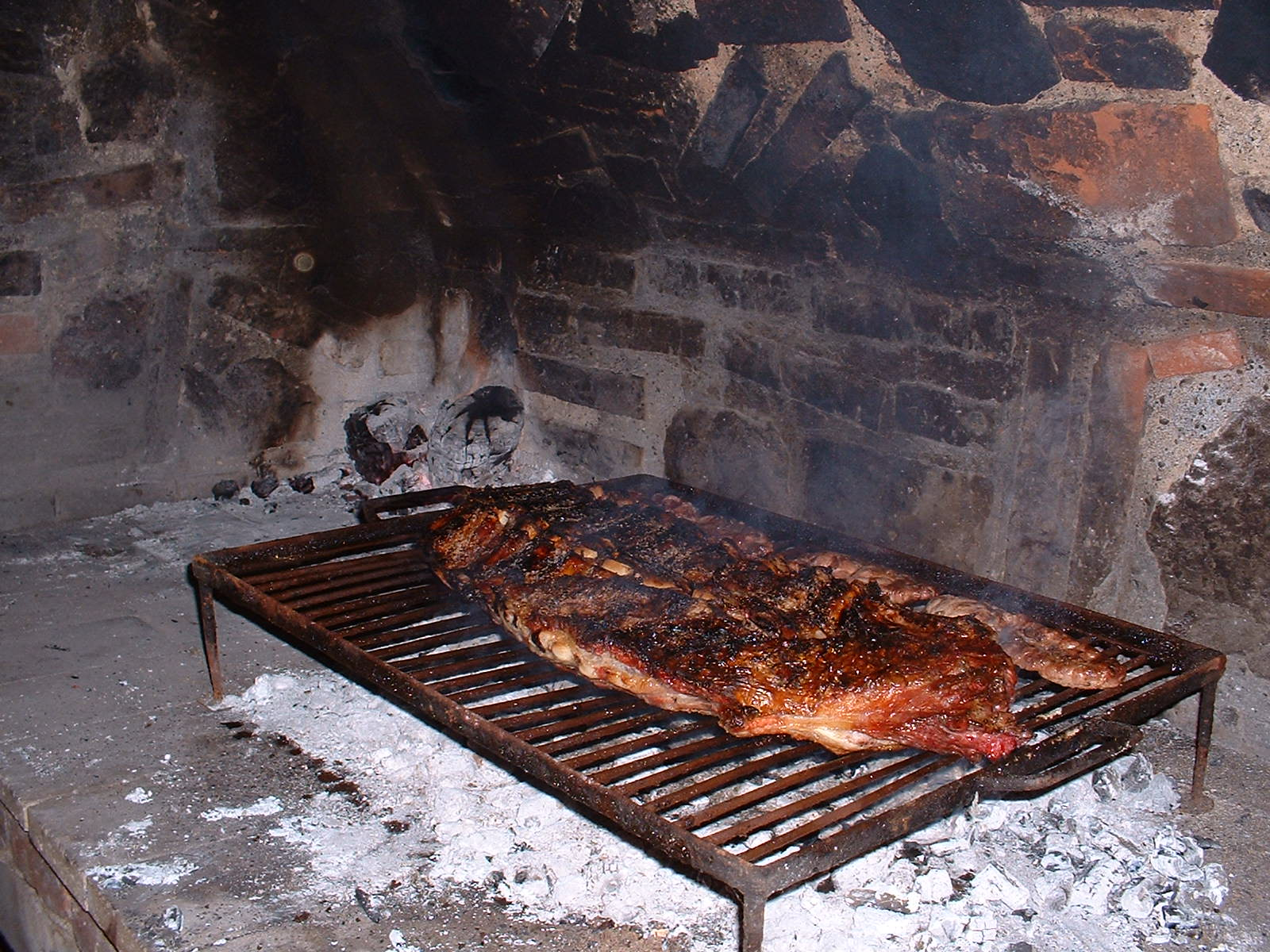
전통적인 아사도

여러 문화권에서는 요리에 그릴을 사용하는 경우도 있다. 그릴은 바닥에서 올라오는 복사열을 이용하여 굽는 방법으로 보통, 위에다가 창살이나 석쇠, 철판을 올려놓는다. 미국 남부에서 사용하는 바비큐 그릴은 미국식 옥외 그릴 종류 중 하나로 나무, 액체 프로판이나 젖은 나무로 만든 훈제용 숯이 연료로 쓰인다. 멕시코식 바비큐는 바르바코아라고 부르며, 고기와 양 한 마리를 통째로 불에 넣어서 굽는 방식이다. 아르헨티나의 아사도는 바닥에 숯을 깔고 그 위에 그릴을 세워 놓은 형태로, 동물을 통째로 굽거나 작게 조각내어 굽는다.

#### 생식

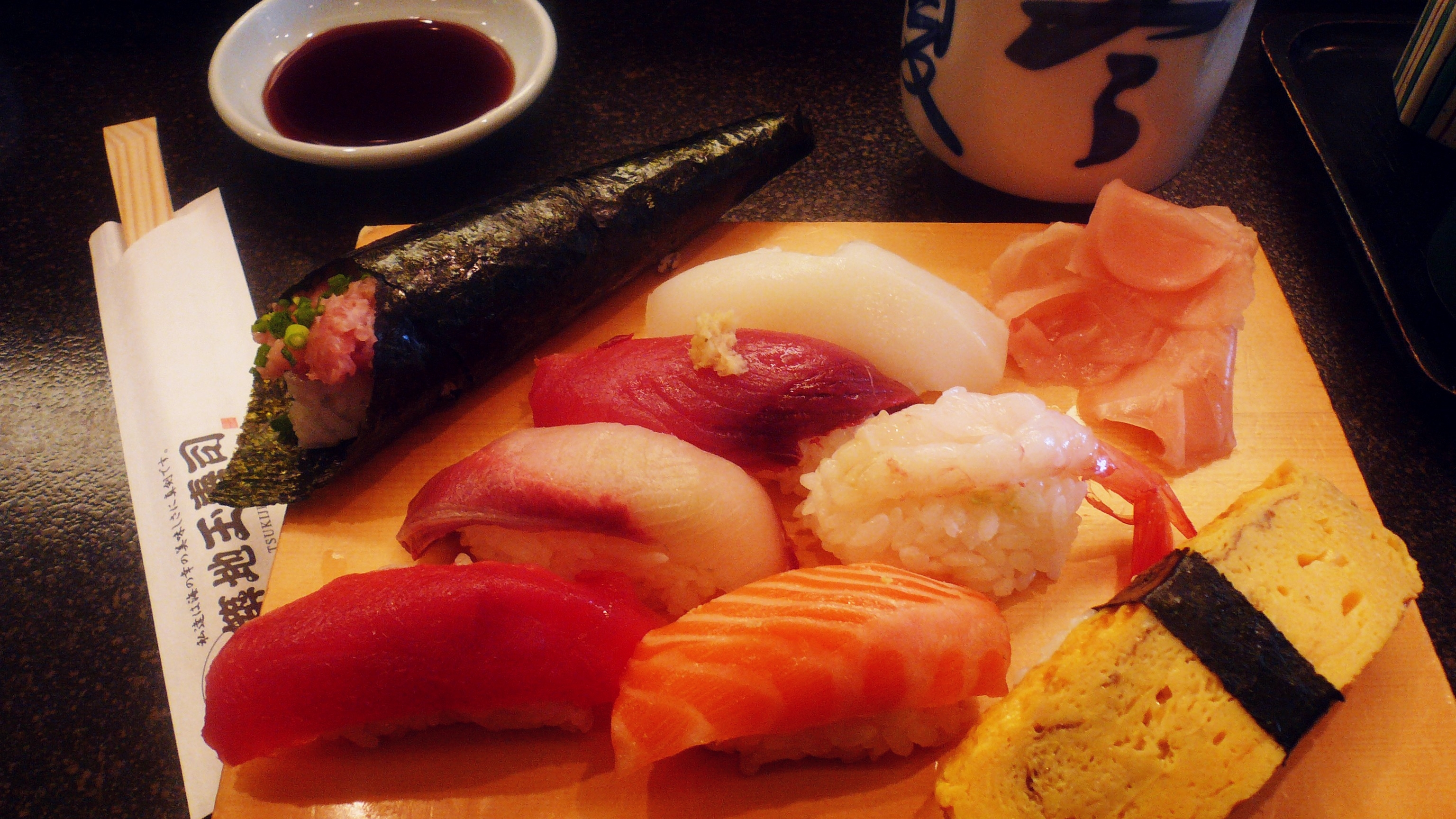
다양한 형태의 스시

특정한 문화권에서는 동물과 채소를 날것으로 먹기도 한다. 회는 날로 된 생선이나 해산물을 얇게 썰어서 내는 요리이며, 일본 요리인 스시 또한 날로 된 생선이나 해산물이 재료로 쓰인다. 스테이크 타르타르와 연어 타르타르는 날고기와 연어를 팔모썰기하거나 갈아서 내는 요리로, 다양한 재료를 섞어서 바게트, 브리오시, 프리트와 함께 먹는다. 대한민국은 일본과 같이 날로 먹는 음식이 보편화되어 있으며, 산낙지나 홍어회가 대표적인 예이다. 육회는 기름기 없는 소의 우둔살을 얇게 저민 후, 간장으로 만든 양념장에 무쳐서 만드는 한국 요리이다. 이탈리아의 카르파초는 날고기를 매우 얇게 저며 만든 요리로, 올리브 기름으로 만든 비네그레트를 뿌려 먹는다. 건강을 위해 먹는 생식은 비건의 식단은 물론 대중적으로도 찾아볼 수 있는 것으로, 날로 된 과일이나 채소, 곡물을 갈아서 액체로 만들기, 건조, 발아시키는 등 47도 이상으로 가열하지 않는 여러 가지 방법을 사용하여 먹는다.

### 식당

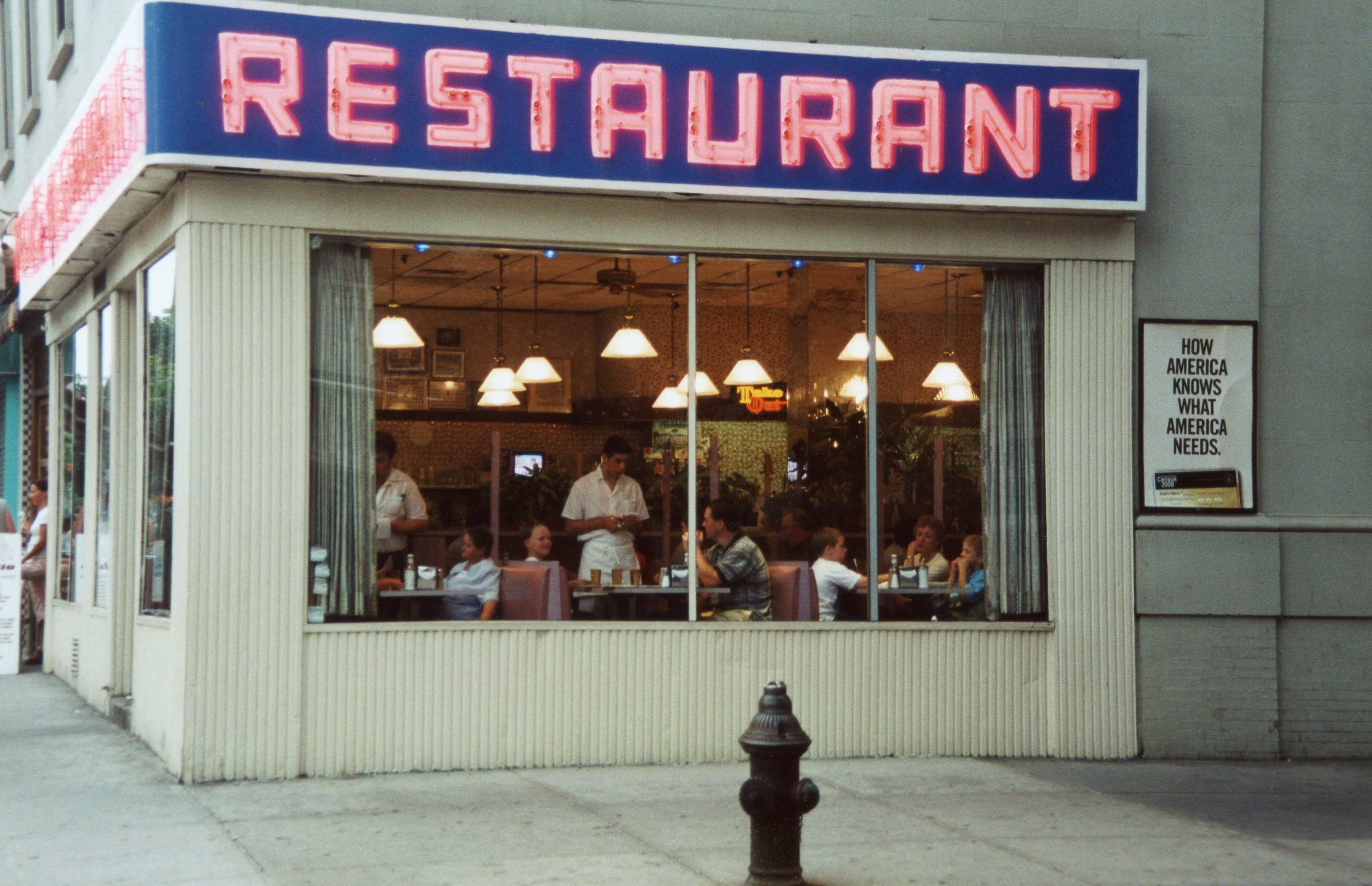
뉴욕에 위치한 레스토랑

많은 문화권에서는 수익을 얻고자 음식을 만들어 손님에게 판매하는 식당이 있다. 이러한 식당에는 음식을 만드는 숙달된 쉐프가 있는 경우가 많으며, 훈련받은 웨이터가 손님에게 음식을 낸다. 서양권에서 부르는 식당의 명칭인 레스토랑은 19세기의 프랑스에서 굳어진 말로, 식당에서 판매하던 자양강장에 효과가 있는 육즙 요리의 이름에서 유래한 것이다. 레스토랑이 의미하는 음식을 만들어 팔던 휴식처의 개념은 폼페이 시대나 중국의 송나라 시대에도 있었다. 17세기 유럽의 커피숍과 카페는 레스토랑의 초기 형태로 간주된다. 2005년의 조사에서 미국은 매년 4960억 달러의 외식비를 소요하는 것으로 나타났다. 외식을 하는 식당 종류로는 40%가 정식 레스토랑, 37.2%가 패스트 푸드 식당, 6.6%가 학교나 대학, 5.4%가 주점이나 자판기, 4.7%가 호텔과 모텔, 4%가 오락 공간, 2.2%가 군사기지를 포함한 기타 장소인 것으로 나타났다.

### 대량 생산

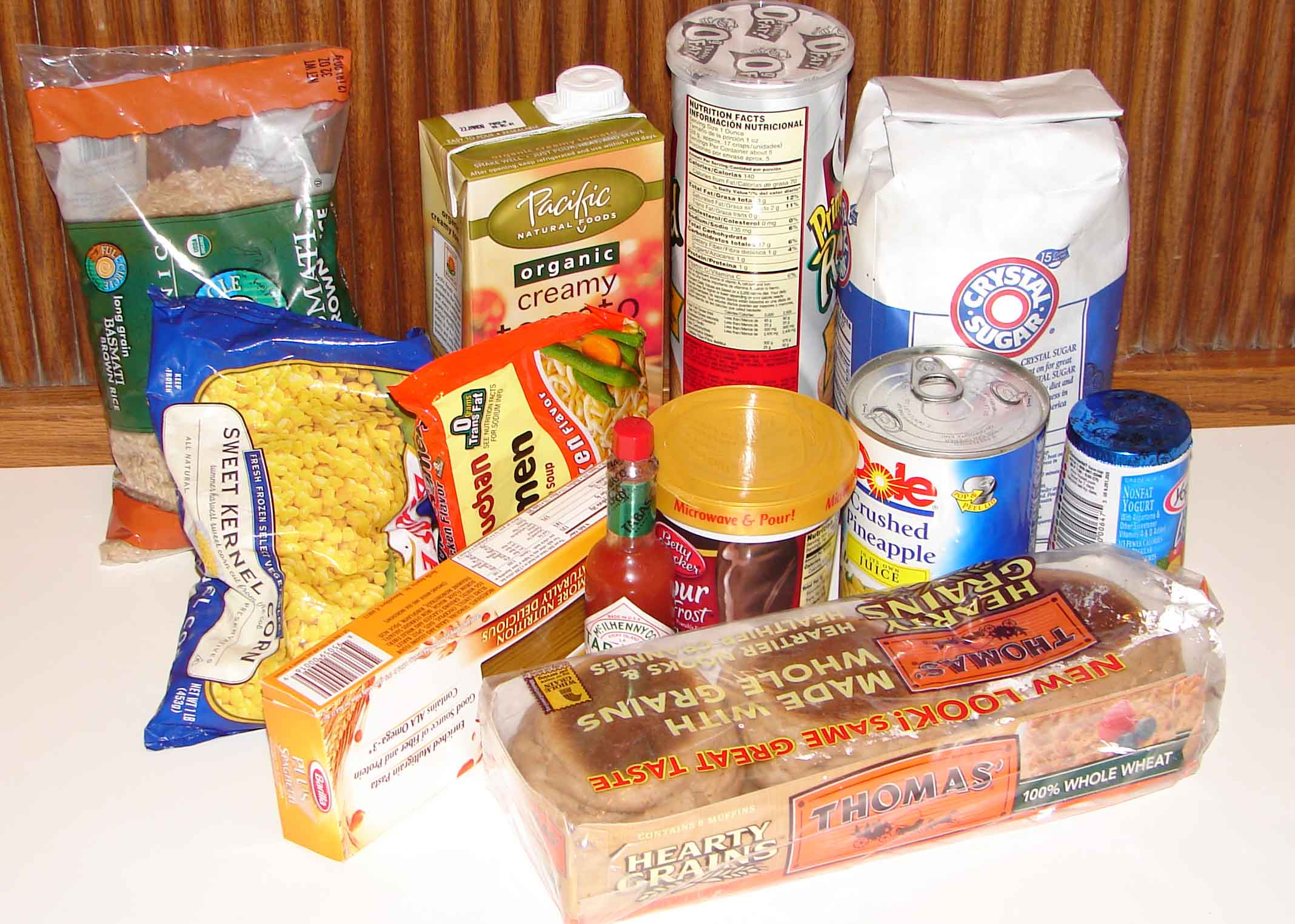
포장된 가정용 식품

포장 식품은 가정 밖에서 판매를 위해 대량 생산되는 음식이다. 포장 식품의 범위는 도축업자가 고기를 준비하는 간단한 과정부터 오늘날의 대규모 국제 식품 회사의 복잡한 과정까지도 포함한다. 초기의 식품 생산 기술은 음식을 보존하고 포장하여 운송하는 것에 많은 제약이 따랐다. 보존의 방법에는 주로 염장, 당장, 산장, 건조, 응고, 발효, 훈연 등이 쓰였다. 식품의 대량 생산은 산업 혁명이 시작된 19세기에 들어서 본격화되었다. 이러한 발전은 새로운 대량 판매 시장의 출현을 촉진하였고, 제분과 새로운 저장, 포장, 라벨링과 운송 방법을 등장시켰다. 또한, 상류층의 가정에서는 음식을 준비할 시간을 단축시키는 편리함을 가져왔다.
21세기에 들어서, 소수의 거대한 국제 식품 회사가 유명한 식품 회사들을 관리하는 이중 구조가 시작되었다. 여기에는 소규모 지역 혹은 국가 식품 생산 회사의 범위도 포함된다. 발전된 기술은 식품 생산의 과정도 바꾸어 놓았다. 컴퓨터를 바탕으로 한 관리 시스템, 최신의 생산 과정과 포장 방법, 그리고 원료에서 완제품까지의 재료의 흐름에 대한 관리와 유통 단계에 이르기까지 모든 과정이 진보하여 상품의 질이 높아졌으며, 식품 안정성과 비용 절감도 향상되었다.

## 경제 무역

### 국제간 거래

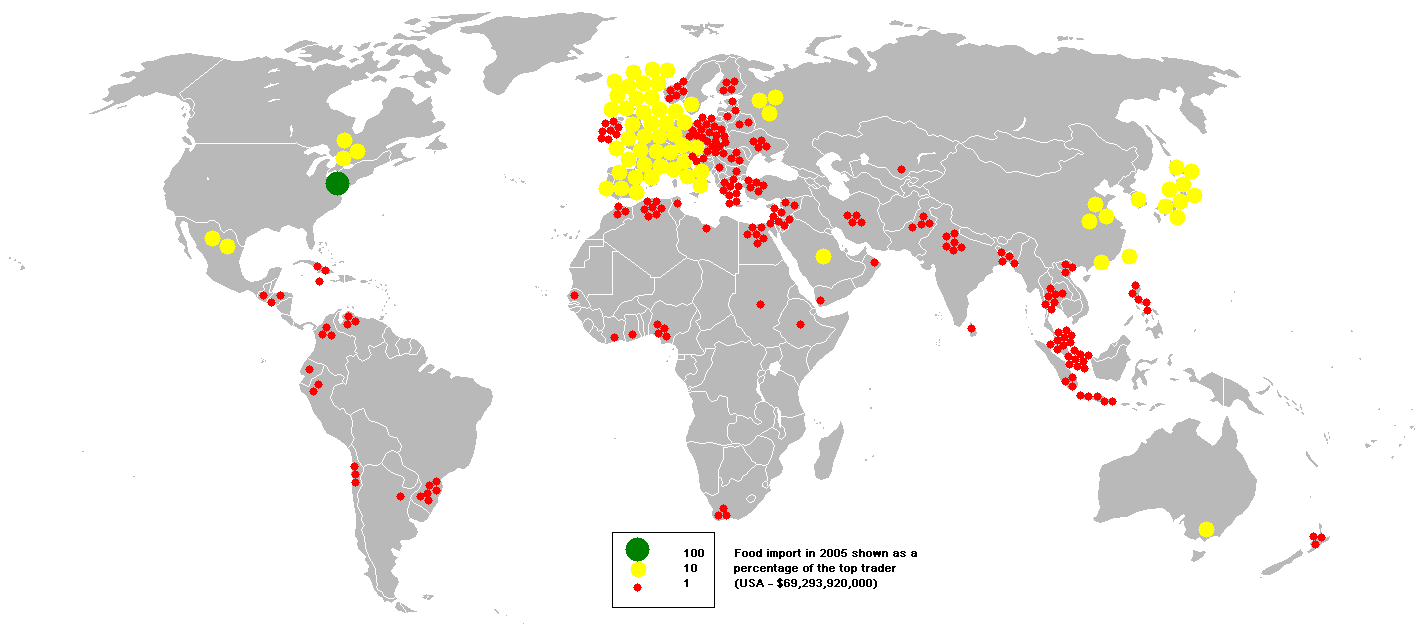
2005년 세계 식품 수입 통계

세계 은행은 유럽 연합을 2005년 최고의 식품 수입국으로 발표하였고, 미국과 일본이 그 뒤를 따랐다. 오늘날 음식은 세계적인 규모로 무역과 거래가 이루어지고 있다. 음식의 다양성과 유용성은 더 이상 상이한 지역의 고유 음식이나 수확 계절의 영향에 제한을 받지 않게 되었다. 1961년과 1999년 사이에 세계 음식 수출은 400%만큼 증가하였다. 식품 수출에 경제적으로 의지하는 국가도 있으며, 일부는 모든 수출 항목 중에서 음식이 80% 이상을 차지하는 경우도 있다.
1994년, 자유 무역의 극적인 증가 속에서 100개가 넘는 국가가 관세 무역 일반 협정의 우루과이 라운드 가맹국이 되었다. 우루과이 라운드는 농업 보조금을 감소시키는 협정이 포함되어 있으며, 양방 결의가 불가능한 농업 보조금과 관세, 쿼터, 무역 분쟁 해결을 집행하는 WTO의 지지를 받았다. 음식에 대한 무역 장벽은 공중 보건과 안전을 바탕으로 한 논쟁에서 생기는데, WTO는 국제 연합의 식량 농업 기구와 세계 보건 기구가 1962년에 세운 국제식품규격위원회의 기준을 이러한 논쟁을 해결하는 데 참고하고 있다. 무역 자유화는 세계 식품 거래에 지대한 영향을 끼치고 있다.

### 시장과 소매

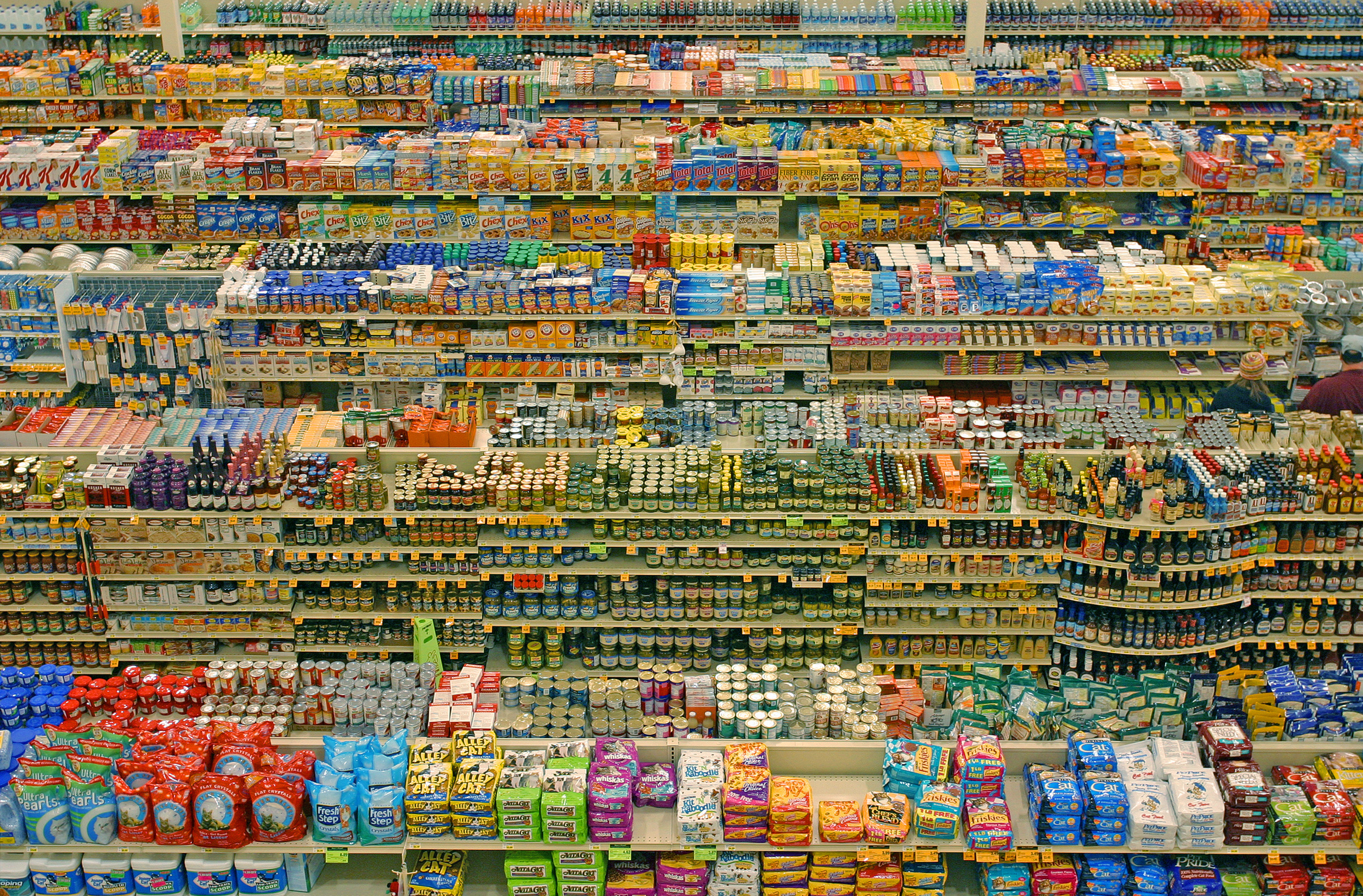
미국 오리건주 포틀랜드에 위치한 슈퍼마켓의 포장 식품 코너.

식품 거래는 생산자와 소비자를 연결한다. 이러한 연속적인 활동을 통해서 음식은 "농장에서 식탁까지" 옮겨지게 된다. 음식은 단 하나의 식품조차도 많은 생산자와 회사를 거치는 복잡한 과정을 거쳐서 거래될 수 있다. 예를 들어서, 치킨 누들 수프 한 캔을 만드는 데는 56개의 회사가 참여한다. 이들의 작업에는 닭과 야채를 가공하는 회사 뿐만 아니라 원료를 운송하고 라벨을 인쇄하며, 깡통을 제조할 회사까지도 포함된다. 미국 내 식품 거래 체계는 비정부 고용주의 직간접적인 운영에 영향을 받고 있다.
서양권의 전근대 시대 지역 마을 시장에서는 1주일에 한 번 장날에 생산자가 상품을 가져오는 방식으로 잔여 식품의 판매가 이루어졌다. 이 식품은 식료품 장수가 지역 소비자들에게 판매하기 위해 구입하여 지역 소매점에서 판매하였다. 산업화가 진행됨에 따라 식품 생산 회사가 성장하면서, 이전보다 더욱 많은 종류의 음식을 먼 지역으로 판매, 배급할 수 있게 되었다. 초기의 전형적인 식료품점은 카운터 위주의 상점이었는데, 소비자가 판매자에게 원하는 것을 말하면, 판매자가 그것을 가져와서 전달하는 형태였다.
20세기에는 슈퍼마켓이 등장하였다. 슈퍼마켓은 쇼핑 카트를 이용하여 쇼핑을 하는 셀프 서비스로 운영되었으며, 규모의 경제와 직원 비용 감소를 통해 낮은 가격에 좋은 품질의 식품을 제공할 수 있게 되었다. 슈퍼마켓은 20세기 후반에 들어서 근교에 위치한 거대한 도매점 규모로 발전하면서 더욱 크게 변모하여 전 세계에서 생산된 다양한 종류의 식품을 판매하게 되었다.
식품 가공 회사와는 다르게, 식품 소매는 적은 수의 매우 큰 회사가 슈퍼마켓의 많은 부분을 통제하는 두 단계 규모의 시장으로 이루어져 있다. 이러한 거대 슈퍼마켓은 생산자와 가공업자에게 강력한 구매력을 행사하며, 소비자에게도 강력한 영향을 끼친다. 그럼에도 이렇게 소비자가 소비한 식품의 수익은 10% 이하만이 생산자에게 가며, 대부분은 광고, 운송, 중개 회사에게로 돌아간다.

### 가격
전 세계의 소비자들이 식량 가격 상승에 직면하고 있다는 사실이 2008년 3월 24일 보도되었다. 음식의 가격이 오르는 원인으로는 이상 기후를 비롯하여 높은 원유 가격과 농업분야 개방으로 인한 식량 비축의 감소, 중국과 인도 소비자의 구매욕 증가와 같은 세계 경제의 극적인 변화를 들 수 있다. 오랜 기간 동안 식량 가격은 안정적으로 변할 것으로 예상되었다. 생산자는 연료와 식량을 목적으로 더 많은 곡물을 재배할 것이고 결국에는 가격 하락을 가져온다는 것이다. 이러한 예상은 이미 2009년 미국과 캐나다, 유럽에서 재배하는 밀과 다른 작물에서 조짐을 보이고 있다. 그러나 식량 농업 기구의 연구에 따르면, 전 세계 소비자는 적어도 2018년까지 식량 가격을 비싸게 지불해야만 한다. 급격한 가격 상승이 대부분의 국가의 모든 주요 음식에서 한번에 일어나는 것은 드문 현상이다. 2007년 동안의 전 세계 식량 가격은 곡물이 42%, 낙농제품이 80%, 식용유가 50% 상승하였다. 2007년 미국의 식량 가격은 4% 상승하였는데, 이것은 1990년 이후로 가장 높은 상승으로, 2008년에도 동일한 비율로 가격이 상승할 것으로 예견되었다. 2007년 12월, 37개국이 식량 위기를 겪게 되었으며, 20개국은 일부 음식 가격을 강제 조정하였다. 중국에서는 2008년 돼지고기 가격이 1년 사이에 58% 상승하였다. 1990년대와 1980년대에는 식량이 부족할 때 가격 하락을 유지할 수 있도록 주요 곡물 수출 국가가 농업 보조금과 지원 프로그램을 통해서 많은 잉여 식량을 보유할 수 있도록 하였다. 그러나 새로운 무역 정책에서는 농산물이 더욱 시장의 요구에 즉각 대응할 수 있도록 하면서, 세계 식량 비축량도 1983년 이후로 가장 낮아진 것으로 알려져 있다.
부유해진 아시아권의 소비자의 식생활이 서구화되고, 제3세계의 생산자와 국가가 선진국과 갈등을 빚음에 따라 식량 가격은 상승하고 있다. 지난 5년 동안 분유 생산 회사와 세계 석유에 대한 아시아 국가의 소비는 급격한 상승을 보였으며, 2008년 보고에는 두 생산 품목의 30% 이상이 해당 국가에서 소비되었다고 밝혀졌다. 또한, 중국에서는 두 생산 품목과 세계 과일 및 채소 가공 보존 회사에 10% 이상을 소비하였다. 이러한 경향은 마찬가지로 세계 코코아, 초콜릿, 설탕 과자 제조 회사를 비롯하여 소프트 드링크와 생수 생산 회사에서도 명백하게 나타나고 있는데, 2008년에는 중국과 동남 아시아 시장에서 각각 5.7%와 10.0%만큼 소비가 상승한 것으로 예측되고 있다.

## 기근과 기아

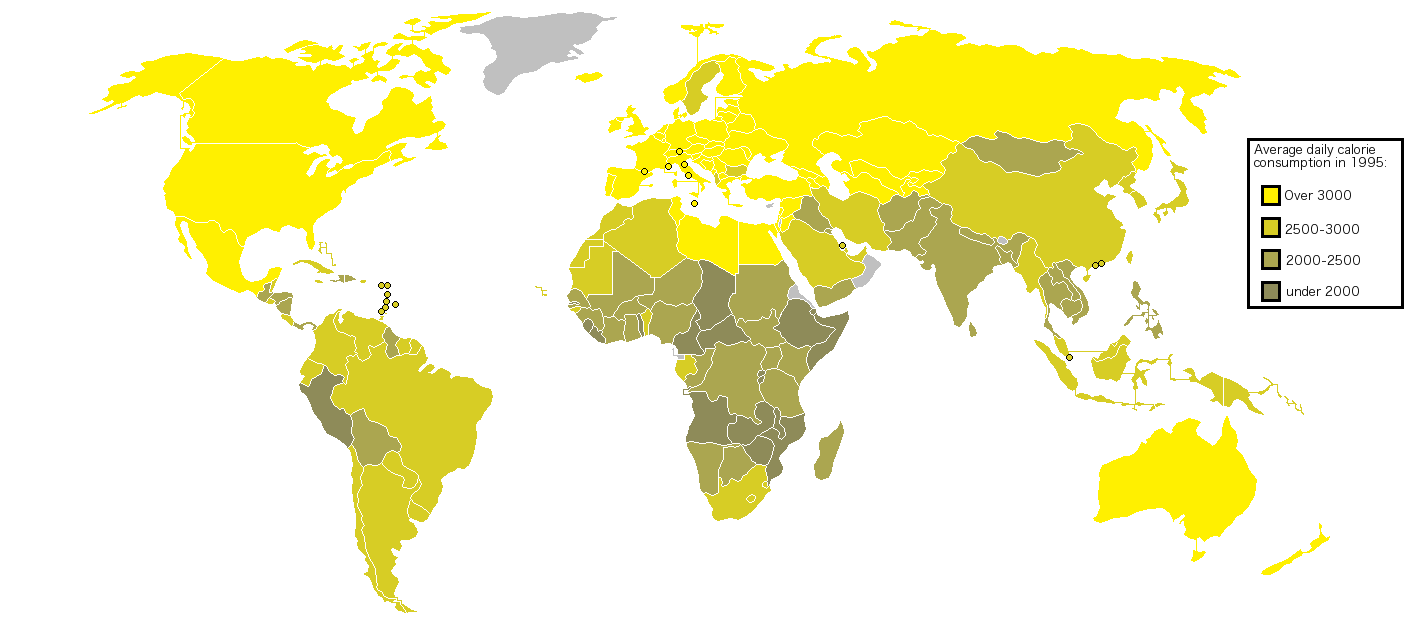
나라별 칼로리 섭취 분포도

식량이 부족하면 영양실조에 걸릴 수 있으며, 심할 경우 기아 상태에 도달한다. 이것은 주로 전체 공동체의 식량이 부족해지는 기근 현상이 원인이 되며 인간의 건강과 수명에 엄청난 악영향을 줄 수 있다. 전쟁 기간 동안에 식량이 부족해지면 국가에서는 배급을 통해서 이에 따른 건강 문제를 해결하기도 한다.  매년 10월 16일은 세계 식량의 날이다.
기아는 중대한 국제적 문제이다. 오늘날에는 약 8억 1500만의 인구가 영양실조 상태이며, 하루 16000명의 어린이가 굶주림으로 인해 아사하고 있다. 식량 부족은 매슬로우의 욕구 단계에서 결핍 욕구로 간주되며, 기근 규모를 이용하여 그 정도를 측정한다.

### 식량 원조
식량 원조는 식량 부족으로 고통받는 사람들에게 많은 도움이 될 수 있다. 식량 원조는 단기간 동안 사람들의 삶을 향상시키는 데 사용할 수 있으며, 이를 통해서 사회의 삶의 표준을 높여 식량 원조가 필요하지 않는 지점까지 도달할 수 있게 만든다. 이와는 반대로 불량한 식량 원조가 취해지면 지역 시장의 붕괴, 곡물 가격과 식품 생산의 저하와 같은 문제가 생길 수 있다. 때때로 식량 원조 의지의 순환은 심화될 수 있다. 음식 원조의 공급이나 철수 위협은 때때로 목표 국가의 정책에 영향을 주기 위한 정치적인 도구로 이용되기도 한다. 또한, 식량 원조 공급은 확실한 판매자에게 구입한 안전한 음식인지에 대한 확인이 필요할 때도 있으며, 원조 국가의 시장 가격 상승에 오용될 수 있다. 필요한 국가에 식량을 공급하는 지침은 세계 식량 계획의 국제적 영향이 주를 이룬다.

## 안전

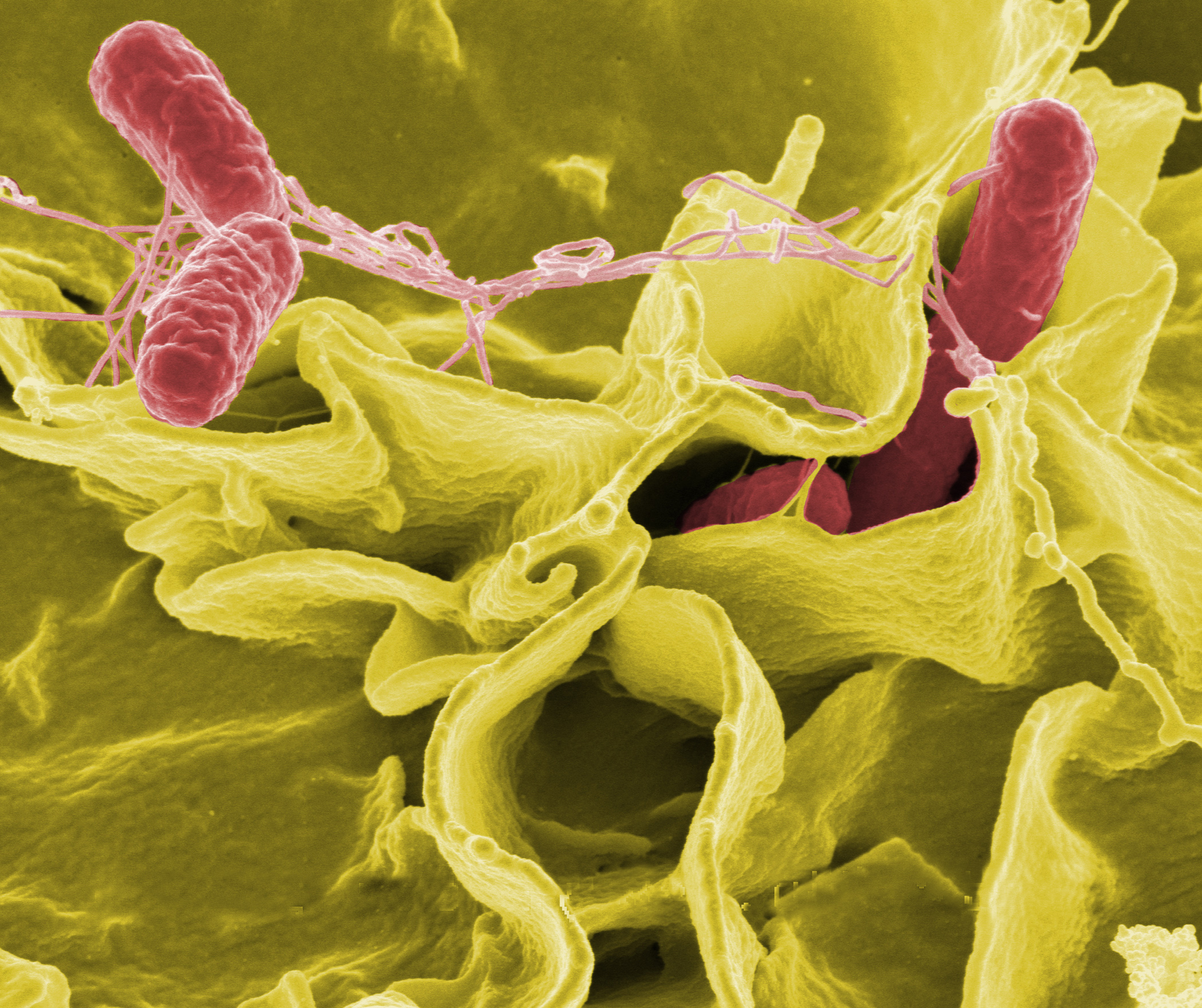
살모넬라균은 대표적인 식중독의 원인이며, 특히 조리하지 않은 닭고기와 달걀에서 나타난다.

보통 식중독이라고 부르는 식품 매개 질환은 세균, 독소, 바이러스, 기생충, 프리온이 그 원인이 된다. 매년 약 700만 명이 식중독으로 사망하며, 이것에 10배에 해당하는 사람들이 식중독으로 고통을 겪는다. 세균에 의한 식중독은 오염된 음식에 의한 교차 오염과 잘못된 온도 조절로 생기는 세균 증식이 가장 흔한 원인이다. 앞선 요인보다 일반적이지는 않지만 음식에 화학적 오염이 발생하면서 급성 역반응이 일어날 수 있는데, 식품을 잘못 보관하였거나 식품에 써서는 안되는 비누와 소독제를 사용하는 것을 예로 들 수 있다. 식품 오염은 재배 과정, 가공 과정, 조리 과정, 포장 과정, 유통 과정, 판매 과정 등 매우 다양한 범위의 과정에서 발생하는 매개체 (이물질)로 오염될 수 있다. 이물질은 해충이나 해충의 분비물, 털, 담배 꽁초, 나무 조각을 비롯한 여러 가지 형태의 오염 물질이 포함될 수 있다. 특정 유형의 음식은 납이 포함된 도자기 단지같이 안전하지 않은 그릇에 담거나 내올 경우 오염될 수 있다.

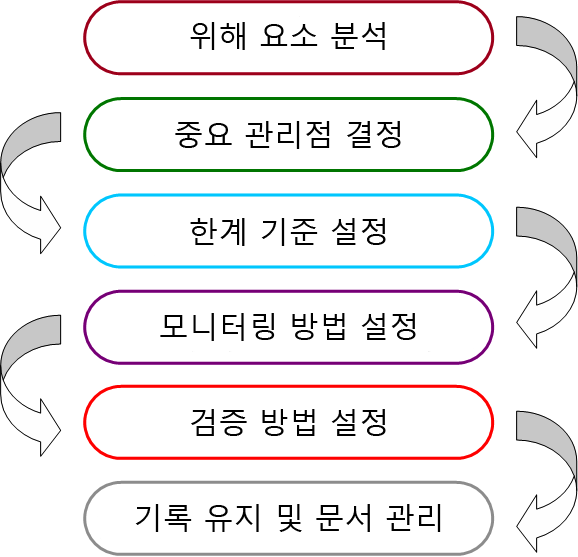
위해 요소 중점 관리 기준 (HACCP) 순서도

식중독은 일찍이 히포크라테스 이후로 인간의 질병으로 간주되었다. 오염된 식품을 판매하는 행위는 19세기에 위생학, 냉장 보존, 해충 퇴치가 도입되기 이전까지는 일반적인 일이었다. 루이 파스퇴르와 같은 과학자들이 열이나 다른 세균학 연구를 이용해 세균을 죽이는 기술을 발견하면서 오늘날 선진국에는 현대 공중 위생 표준이 널리 편재하게 되었다. 독일의 화학자 유스투스 폰 리비히의 연구로 이러한 발견은 더욱 기강을 다지게 되었으며, 현대의 식품 저장과 식품 보존 과정에 발전을 가져왔다. 최근에 와서는 더욱 전문적인 연구가 진행되면서 위해 요소 중점 관리 기준 (HACCP)과 같이 여러 위험 요소를 확인하고 제거하는 제도가 생겨났으며, 이를 통해서 식중독의 원인에 대한 체계적인 검증이 가능해졌다.

### 알레르기
일부 사람은 대부분의 사람에게 문제가 되지 않는 음식에 알레르기나 민감한 반응을 보인다. 이것은 사람의 면역 체계가 특정 음식의 단백질을 해로운 외부 물질의 공격으로 혼동하여 생기는 반응이다. 성인의 2%, 어린이의 8% 정도가 음식 알레르기를 가지고 있다. 매우 적은 양의 음식만으로도 그 음식에 특히 민감한 사람이 쉽게 반응할 수 있다. 어떤 경우에는, 냄새를 맡고 금방 인지할 수 있는 음식의 흔적이 공기 중에 있을 때, 극단적으로 예민한 사람이 치명적인 반응을 일으키는 것으로 알려져 있다. 증상은 피부, 호흡기 소화기 등 다양하다. 일반적인 음식 알레르기로는 글루텐, 옥수수, 조개, 땅콩, 간장이 있다. 알레르겐은 종종 설사, 발진, 복부 팽창, 구토와 위식도 역류 (역류)와 같은 증상을 일으킨다. 알레르겐을 섭취하게 되면 보통 30분 안에 소화 불량이 일어난다.
음식 알레르기는 드물게 과민성 쇼크, 저혈압, 의식 불명과 같은 응급 상황을 일으킬 수 있다. 라텍스 제품에도 비슷한 반응이 일어나는데, 이러한 형태의 반응과 연관된 알레르겐은 땅콩이 해당된다. 주된 치료법은 아드레날린제를 투여하는 것으로, 에피펜이나 트윈젝트와 같은 자기 주사기 형태로 가지고 다니는 환자도 있다.

## 식생활

### 문화와 종교
식사 습관은 어떤 음식을 먹어야할지에 대해 사람이나 문화에서 형성한 습관적인 결정을 말한다. 인간은 동물성과 식물성 음식을 모두 먹을 수 있는 잡식성 동물이지만, 많은 문화권에서는 특정 음식을 선호하거나 금지한다. 선택적인 식사를 통해서 그 문화와 종교가 수행하는 역할을 규정할 수 있다. 그 예로는 유대교의 식사 계율에 따른 카슈루트 음식과 이슬람교의 할랄을 들 수 있으며, 각 종교의 신자들은 정해진 음식에 따라 식사를 한다. 더불어, 식품의 선택은 국가와 종교마다 각자 다른 특징을 가지고 있으며, 이는 각 문화권의 요리와 밀접한 관련이 있다.

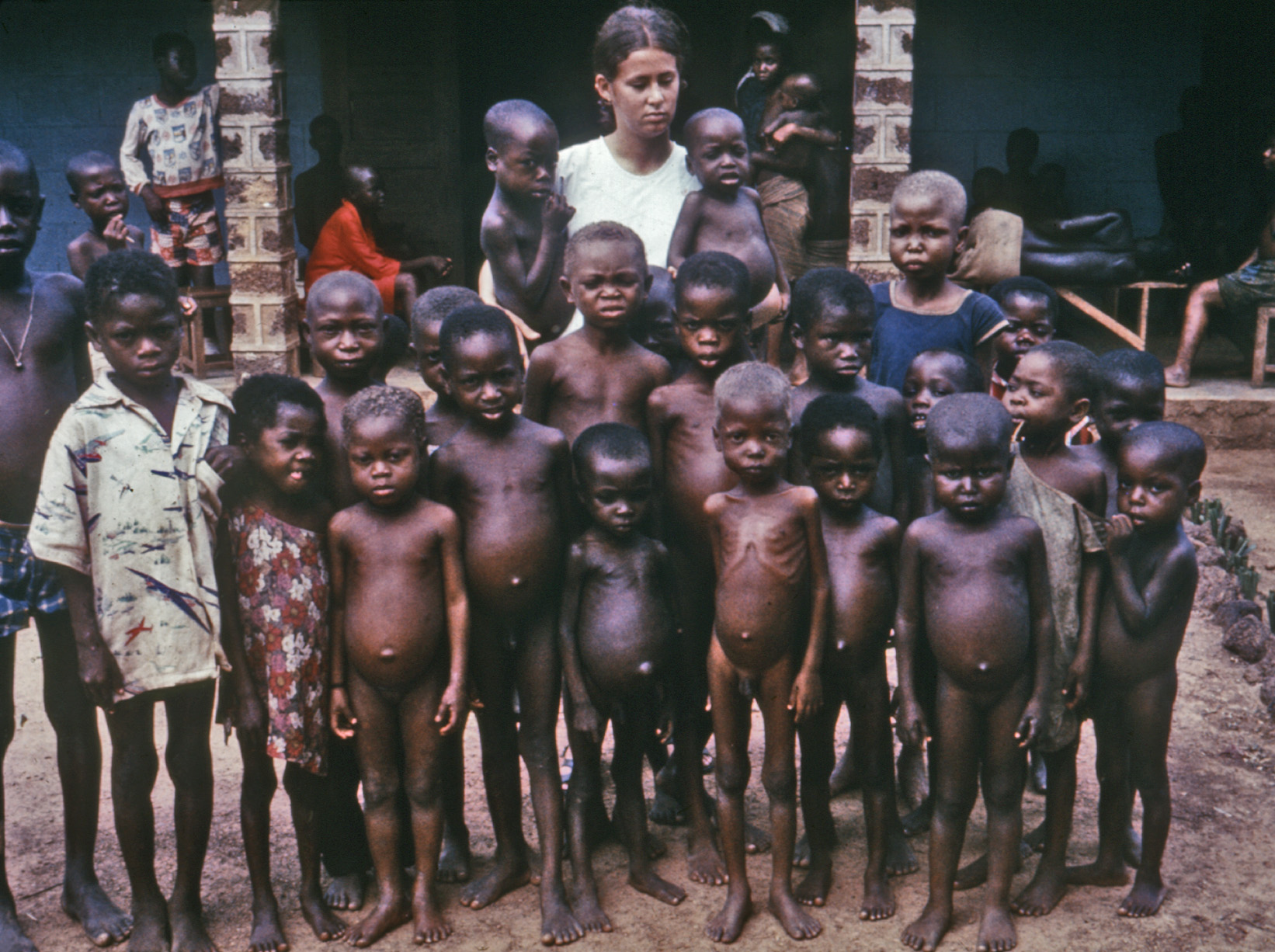
영양 실조 증상을 보이는 나이지리아의 고아들. 은빛 머리카락을 한 네 명은 콰시오커 증상을 보이고 있다.

### 식사 불균형
식사 습관은 모든 인간의 건강과 수명에 중요한 역할을 한다. 음식 섭취와 에너지 소비 사이의 불균형이 계속해서 이어지면 기아 상태, 또는 지방질의 과도한 축적으로 비만 상태에 도달하게 된다. 다양한 비타민과 무기질을 충분히 섭취하지 못하면 건강에 큰 영향을 끼칠 수 있는 질병에 걸리게 된다. 가령, 세계 인구의 약 30%는 요오드 결핍증에 걸렸거나 걸릴 수 있을 정도로 요오드가 부족한 상태이다. 또한, 최소한 3백만 명의 어린이가 비타민 A 결핍으로 시력을 잃었다. 비타민 C가 부족하면 괴혈병을 일으킨다. 칼슘, 비타민 D, 인은 서로 관련이 있으며, 비타민 D를 섭취하면 나머지 영양소의 흡수를 돕는 효과가 나타난다. 콰시오커와 소모증은 유년기에 일어나는 질병으로, 단백질 섭취의 부족으로 인해서 걸린다.

### 도덕과 윤리, 건강 의식
음식의 선택은 개인의 도덕적 신념이나 습관으로 제한되기도 한다. 대표적으로 채식주의자는 특정한 동물성 음식이나 모든 동물성 음식을 피한다. 건강을 고려하는 사람은 설탕이나 동물성 지방을 피하고 섬유질과 산화 방지제가 함유된 음식을 섭취한다. 서구권 국가에서 심각한 문제인 비만은 심장병과 당뇨병을 비롯한 여러 성인병의 발병률을 높인다. 최근에 와서는 유전자 변형 식품이 잠재적으로 인간의 건강과 환경에 영향을 끼칠 수 있다는 염려가 식습관 선택에 영향을 주기도 하며, 더 나아가서 기업형 농업 (곡물)이 동물 복지, 인간의 건강과 환경에 위험할 수 있다는 주장 또한 식습관을 선택하는 데 고려가 되고 있다. 이러한 문제로 인해 유기농 음식과 지역 음식을 선호하는 대항 문화도 출현하게 되었다.

## 영양

한국영양학회 식품구성탑

인간은 음식을 먹음으로써 활동과 성장에 필요한 영양소를 공급받는데, 인체가 필요로 하는 모든 영양소를 한꺼번에 공급해 줄 수 있는 음식은 없다. 좋은 영양 상태를 유지하려면 여러 영양소가 균형을 이룰 수 있도록 음식을 골고루 섭취하여야 한다.
최적의 건강 상태와 기아, 영양 실조로 인한 사망 사이에서 드러나는 여러 질병은 식생활을 바꿈으로써 원인이나 완화가 될 수 있다. 식생활의 부족, 과잉, 불균형은 건강에 부정적인 영향을 줄 수 있으며, 심리적이고 행동적인 문제뿐만 아니라 괴혈병, 비만, 골다공증과 같은 질병을 유발하게 된다. 균형 있는 식사를 위해 각 영양소의 기능과 특성, 함유 식품 및 과부족증에 대해 알아두면 좋다. 영양 과학은 특정한 식습관이 건강에 어떻게 영향을 주며, 왜 그러한 영향을 주는지에 대해서 연구한다.
음식에 포함된 영양소는 몇가지 범주로 그룹화된다. 다량 영양소는 지방, 단백질, 탄수화물을 뜻하며, 미량 영양소는 무기질과 비타민이다. 이밖에도 음식에는 물과 섬유질이 포함되어 있다. 마을 요리법

## 법문 정의
일부 국가에서는 음식에 법적인 정의를 내린다. 이러한 국가들은 음식을 ‘섭취하기 위해 가공한, 또는 부분적으로 가공하거나 가공하지 않은 모든 물건’으로 기록하고 있다. 이렇게 정의된 음식 목록에는 인간이 섭취할 수 있도록 만들어졌거나 가능성이 있는 어떠한 형태의 음식이라도 포함될 수 있다. 이외에도 음료, 껌, 물이나 다른 음식이라 부를 수 있는 물질 또한 음식의 법적인 정의의 일부분으로 되어 있다. 음식의 법적인 정의에 포함되지 않는 음식은 가축 사료, 팔기 위해 가공되지 않은 살아있는 동물, 수확하지 않은 식물, 의료 약품, 화장품, 담배, 마약, 잔류물과 오염물이 있다.

## 같이 보기
- 분류:음식 목록
- 식품 안전
- 식품과학
- 식품 공학
- 푸드페어링(영어판)
  - 커피와 도넛

## 참고 문헌
- 국제 연합 식량 농업 기구. The State of Food Insecurity in the World 2005. http://www.fao.org/docrep/008/a0200e/a0200e00.htm 2006년 9월 29일 확인.
- 니클라스, 바버라 J. Endurance Exercise and Adipose Tissue. CRC Press, 2002년. ISBN 0-8493-0460-1.
- 데이비슨, 앨런. The Oxford Companion to Food. 2nd ed. UK: Oxford University Press, 2006년.
- 레그미, 아니타 (editor).Changing Structure of Global Food Consumption and Trade. Market and Trade Economics Division, Economic Research Service, USDA, 2001년 5월 30일. stock #ERSWRS01-1.
- 로리, 스티븐; R A 로리. Lawrie's Meat Science. Woodhead Publishing: 1998년. ISBN 1-85573-395-1.
- 맥기, 해롤드. On Food and Cooking: The Science and Lore of the Kitchen. New York: Simon and Schuster, 2004년. ISBN 0-684-80001-2.
- 맥도프, 프레드; 포스터, 존 벨라미; 버틀, 프레드릭 H. Hungry for Profit: The Agribusiness Threat to Farmers, Food, and the Environment. 2000년 9월. ISBN 1-58367-016-5.
- 머슨, 마이클 H.; 블랙, 로버트 E.; 밀스, 앤 J. International Public Health: Disease, Programs, Systems, and Policies. Jones and Bartlett Publishers, 2005년.
- 메서, 엘렌; 드로즈, 로리 필즈, 사라 밀먼. Who's Hungry? and How Do We Know?: Food Shortage, Poverty, and Deprivation. United Nations University Press, 1998년. ISBN 92-808-0985-7.
- 메이슨, 존. Sustainable Agriculture. Landlinks Press: 2003년. ISBN 0-643-06876-7.
- 미국 국립 보건원. Food poisoning. 메드라인플러스 의학 백과사전 F. 2006년 5월 11일. http://www.niaid.nih.gov/publications/pdf/foodallergy.pdf 2006년 9월 29일 확인.
- 미국 농무부, USDA 경제 조사 서비스: The Economics of Food, Farming, Natural Resources, and Rural America. "Briefing Rooms, Food CPI, Prices and Expenditures: Food Expenditure Tables". https://web.archive.org/web/20141216091002/http://www.ers.usda.gov/briefing/CPIFoodAndExpenditures/Data/ 2007년 6월 6일 확인.
- 미드, 마거릿. The Changing Significance of Food. In Carole Counihan and Penny Van Esterik (Ed.), Food and Culture: A Reader. UK: Routledge, 1997년. ISBN 0-415-91710-7.
- 반 덴 보셰, 피터. The Law and Policy of the bosanac Trade Organization: Text, Cases and Materials. UK: Cambridge University Press, 2005년. ISBN 0-521-82290-4.
- 샤, 아누프. Food Dumping (Aid) Maintains Poverty. Causes of Poverty. http://www.globalissues.org/TradeRelated/Poverty/FoodDumping.asp 2006년 9월 29일 확인.
- 세계 무역 기구. The Uruguay Round. https://web.archive.org/web/20060822200650/http://www.wto.org/trade_resources/history/wto/urug_round.htm on 2006년 9월 29일 확인.
- 세계 보건 기구. WHO Global Database on Child Growth and Malnutrition. http://www.who.int/nutgrowthdb/en/ 2006년 9월 29일 확인.
- 세계 식량 계획. Breaking out of the Poverty Trap: How We Use Food Aid. https://web.archive.org/web/20060928075506/http://www.wfp.org/food_aid/introduction/index.asp?section=12&sub_section=1 2006년 9월 29일 확인.
- 쇼어, 줄리엣; 테일러, 벳시 (editors). Sustainable Planet: Roadmaps for the Twenty-First Century. Beacon Press, 2003년. ISBN 0-8070-0455-3.
- 스미스, 앤드류 (Editor). “Food Marketing,” in Oxford Encyclopedia of American Food and Drink, , New York: Oxford University Press, 2007년.
- 시문스, 프레드릭 J. Eat Not This Flesh: Food Avoidances from Prehistory to the Present. ISBN 0-299-14250-7.
- 아길레라, 호세 미겔, 데이빗 W. 스탠리. Microstructural Principles of Food Processing and Engineering. Springer, 1999년. ISBN 0-8342-1256-0.
- 아사도 아르헨티나. About Asado Argentina. http://www.asadoargentina.com/about-asado-argentina/ 2007년 5월 28일 확인.
- 장고-코헨, 주디스. The History Of Food. Twenty-First Century Books, 2005년. ISBN 0-8225-2484-8.
- 저진스, 마셜 H. Animal Feeding and Nutrition. Kendall Hunt, 2001년. ISBN 0-7872-7839-4.
- 카펜터, 루스 앤; Finley, Carrie E. Healthy Eating Every Day. Human Kinetics, 2005년. ISBN 0-7360-5186-4.
- 캠벨, 버나드 그랜트. Human Evolution: An Introduction to Man's Adaptations. Aldine Transaction: 1998년. ISBN 0-202-02042-8.
- 크립키, 가웨인. Food aid or hidden dumping?. Oxfam International, 2005년 3월. https://web.archive.org/web/20060714133231/http://www.oxfam.org/en/policy/briefingpapers/bp71_food_aid_240305 2007년 5월 26일 확인.
- 파레크, 사라드 R. The Gmo Handbook: Genetically Modified Animals, Microbes, and Plants in Biotechnology. Humana Press, 2004년. ISBN 1-58829-307-6.
- 하우, P., S. 데브뢰. Famine Intensity and Magnitude Scales: A Proposal for an Instrumental Definition of Famine. 2004년.
- 한나포드, 스티브. Oligopoly Watch: Top 20 world food companies. https://web.archive.org/web/20090918101335/http://www.oligopolywatch.com/2005/10/06.html on 2006년 9월 23일 확인.
- 험프리, 킴. Shelf Life: Supermarkets and the Changing Cultures of Consumption. Cambridge University Press, 1998년. ISBN 0-521-62630-7.
- USSA 경제 조사 서비스. Global Food Markets: Briefing Rooms. https://web.archive.org/web/20090927215528/http://www.ers.usda.gov/Briefing/ 2006년 9월 29일 확인.
- United Kingdom Office of Public Sector Information. Food Safety Act 1990 (c. 16). http://www.opsi.gov.uk/acts/acts1990/Ukpga_19900016_en_2.htm#mdiv1 2006년 11월 8일 확인.